# VARIG
VARIG (Viação Aérea Rio Grandense) war eine brasilianische Fluggesellschaft mit Sitz in Porto Alegre und Rio de Janeiro. Der Markenname wurde 2007 durch die ebenfalls brasilianische Gol Transportes Aéreos übernommen, die diesen seit 2010 aber nicht mehr verwendet. Er existiert weiter als Varig Log, Markenname von Varig Logística S.A, einer Frachtfluggesellschaft, die sich 2000 von Varig abgespalten hat und seit 2012 in Insolvenz befindet.

## Geschichte
VARIG – Viação Aérea Rio Grandense S.A. wurde am 7. Mai 1927 von dem deutschen Emigranten Otto Ernst Meyer, einem ehemaligen Piloten der deutschen Fliegertruppe des Ersten Weltkrieges, gegründet. Ab dem 15. Juni flog Varig mit einer Dornier Wal zunächst national, ab dem 5. August international. Die erste bedeutende Flugroute absolvierte die Lockheed L-1049G Super Constellation von Rio de Janeiro nach New York mit großem Erfolg, weil die Geschäftsführung attraktive Flugbegleiterinnen auf dieser Strecke einsetzen ließ. Ab Dezember 1959 wurde diese Strecke mit Sud Aviation Caravelle beflogen, die rasch von der Boeing 707 ersetzt wurde, von der 1960 die erste geliefert wurde.

### Aufstieg

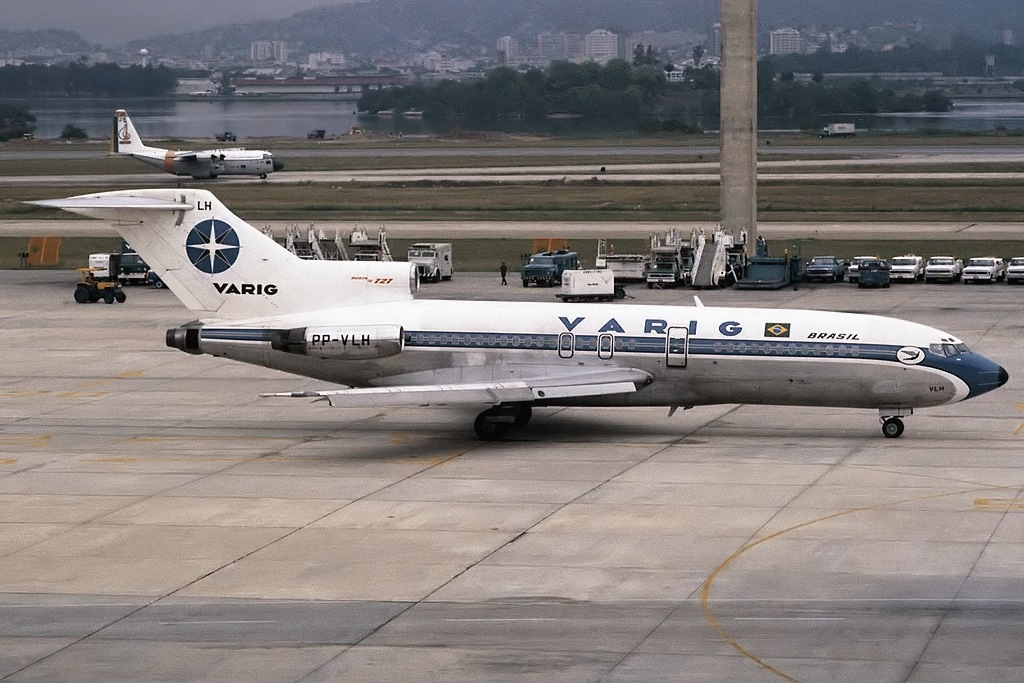
Boeing 727-100, Rio de Janeiro 1984

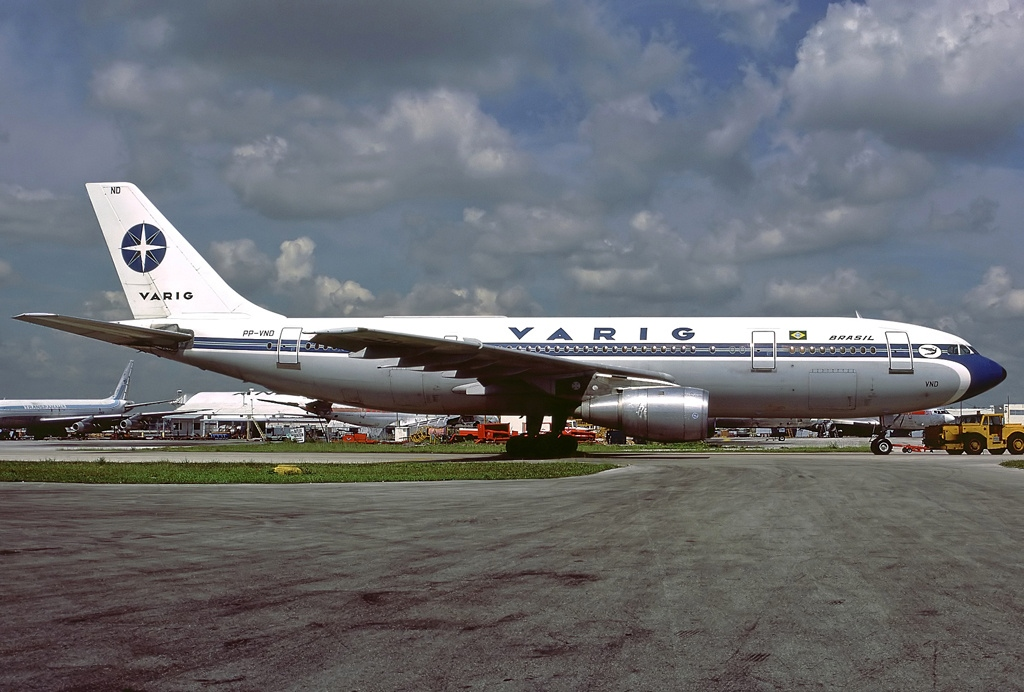
Airbus A300, Miami 1984

Im August 1961 kaufte Varig die REAL (REAL Transportes Aéreos Ltda) auf und wurde somit zur größten Fluggesellschaft Südamerikas. Im Februar 1965 wurden Varig von der seinerzeitigen Militärregierung die interkontinentalen Strecken der unter zweifelhaften Umständen bankrott erklärten Panair do Brasil zugeteilt, damals die führende Fluggesellschaft Brasiliens, und mehrere DC-8, welche diese bedienten. Die Inlandstrecken absolvierte die Hawker Siddeley 748 ab November 1967. Sie ersetzte die Douglas DC-3 und die Convair CV-240. In den 1960ern wurden weitere Boeing 707 geliefert, mit denen Varig Tokio und Johannesburg anflog.
Das erste Großraumflugzeug, eine McDonnell Douglas DC-10-30, wurde am 29. Mai 1971 geliefert.
Nach und nach kaufte Varig kleinere Fluglinien auf, u. a. die Cruzeiro do Sul, die trotz ihres neuen Besitzers bis 1993 ihre Identität nicht verlor. Am 30. Januar 1981 wurde die erste Boeing 747 an Varig geliefert und im Juni 1981 der erste Airbus A300.
Varig trennte sich im Jahr 1998 von ihren letzten Boeing 747-300. Es gingen vier Boeing 747 an Cathay Pacific Airways, jeweils eine an die Focus Air, an die Atlas Air, an die South African Airways, welche das Flugzeug bereits zwei Jahre nach dem Kauf verschrotten ließ, und an die Garuda Indonesia. Iberia und Air New Zealand kauften die zwei übriggebliebenen Maschinen. Die Airbus A300 verblieb ohnehin nur wenige Jahre in der Flotte und wurde bereits Ende der 1980er Jahre abgestoßen. Seitdem dominierte die McDonnell Douglas MD-11 die Varig-Langstreckenflotte, unterstützt durch die Boeing 767. Ähnlich wie bei Delta und American wurde die 747 aus dem Streckennetz genommen, eine Tendenz des vergangenen Jahrzehntes. Im Oktober 1989 verlor Varig das Monopol auf internationale Linienflüge, so dass auch andere brasilianische Gesellschaften wie die Transbrasil internationale Flugverbindungen aufnehmen konnten.

### Sinkflug
Ein zunehmender Konkurrenzkampf im brasilianischen Markt setzte der Varig stark zu. Ihr Marktanteil sank auf unter 30 %, während TAM Linhas Aéreas mit 43 % zum Marktführer avancieren konnte und der Newcomer Gol Transportes Aéreos mittlerweile 28 % des Marktes kontrollierte. Verkorkste Managementstrukturen und die aufgrund der finanziellen Situation nur schwache Gegenwehr im Verdrängungswettbewerb ließen Brasiliens einstigen Nationalstolz in einen unkontrollierten Sinkflug stürzen. Die Varig-Gruppe hatte inzwischen Verbindlichkeiten von mehr als drei Milliarden US-Dollar mit brasilianischen, staatlichen Gläubigern angehäuft. Die brasilianische Regierung versuchte 2003 einen Zusammenschluss mit der TAM zu erwirken. Obwohl schon die ersten Schritte der Fusion getroffen wurden, scheiterte das Vorhaben.

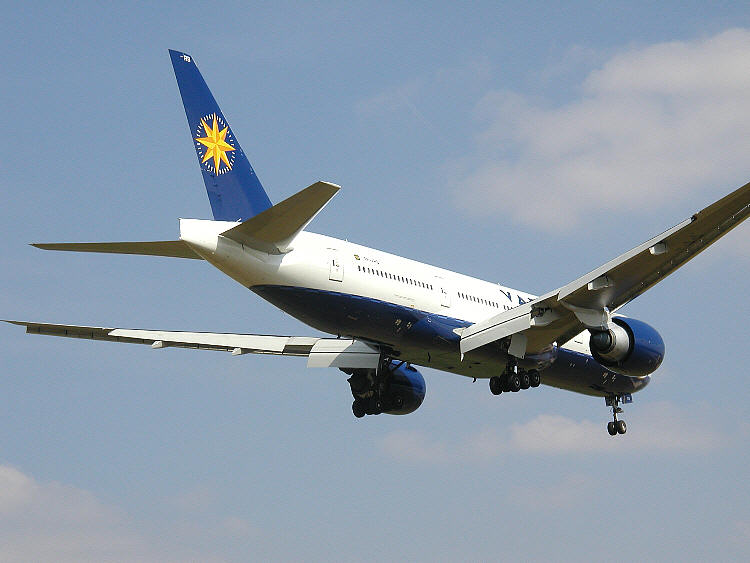
Eine Boeing 777-200 der VARIG ca. 2005

Im Juli 2005 beantragte die Varig Gläubigerschutz, um die Beschlagnahmung ihrer Flugzeuge durch Gläubiger zu verhindern. Am 20. Juli 2006 wurde sie für 24 Mio. US-Dollar an die frühere Cargo-Tochter Varig Log versteigert. Der Kaufpreis gilt in Fachkreisen als äußerst niedrig für eine derartige Fluggesellschaft. Die Käuferin und einzige Bieterin sicherte Investitionen von 485 Mio. Dollar zu, um die Varig vor dem Aus zu retten. Um den Schuldenberg der alten Varig nicht bedienen zu müssen, wurde die neue Varig – VRG Linhas Aéreas in Form einer eigenständigen Gesellschaft gegründet.
Am 21. Juli 2006 wurden bis auf Frankfurt am Main und Buenos Aires alle internationalen Verbindungen eingestellt. In Brasilien blieben lediglich Porto Alegre, Recife, Salvador, Fortaleza, Rio de Janeiro und São Paulo im Streckennetz.
Am 14. Dezember 2006 wurden der neuen Varig alle nötigen Betriebsgenehmigungen, inklusive der besonders wichtigen Zertifizierung als Lufttransportunternehmen (Certificação de Homologação de Empresas de Transporte Aéreo – CHETA) von der Nationalen Agentur für Zivilluftfahrt Brasiliens (Agência Nacional de Aviação Civil – ANAC) verliehen.
Allerdings bedeutete die Übernahme der alten Varig durch die VRG Linhas Aéreas das Ende der Mitgliedschaft in der Star Alliance, einem wichtigen Marketing-Instrument, zum 31. Januar 2007. Die offizielle Begründung lautete, dass die Varig nach dem Übergang in die neue Gesellschaft nicht mehr die Voraussetzungen für eine Mitgliedschaft erfüllt. Tatsächlich war sie für die Star Alliance aufgrund ihres ausgedünnten Streckennetzes im Heimatland wertlos geworden.
Der Präsident der Varig, Guilherme Laager, teilte am 8. Januar 2007 mit, dass noch im Januar 2007 zehn weitere Maschinen beschafft werden sollten und die VRG Linhas Aéreas bis Ende des Jahres 2007 wieder 20 Prozent des Inlandsflugverkehrs innehaben sollte. Zeitweise wurden mit der Star Alliance und der Oneworld Alliance Verhandlungen über eine Aufnahme geführt.

### Verkauf

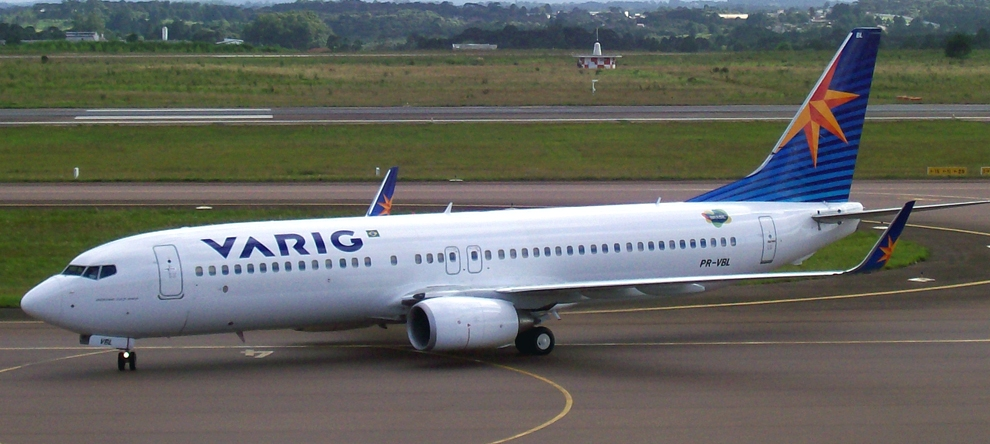
Endzeit der Varig 2009: Boeing 737

Im April 2007 wurde Varig für 320 Mill. Dollar (240 Mill. Euro) durch die brasilianische Fluggesellschaft Gol übernommen. Ab Mitte Juni 2007 flog Varig neben São Paulo auch wieder Rio de Janeiro separat aus Frankfurt am Main an, womit sich die Zahl der Flüge auf 14 pro Woche erhöhte. Anfang 2008 teilte Varig mit, die Flüge nach London per 1. März 2008 und diejenigen nach Frankfurt am Main und Rom per 29. März 2008 einzustellen. Die Flüge nach Mexiko-Stadt wurden am 11. Mai 2008, die nach Madrid am 12. Mai 2008 eingestellt. Als letztes Flugziel außerhalb Südamerikas blieb damit Paris. Zunächst war die Einstellung dieser Flüge für den 9. Juni 2008 vorgesehen, doch wurde dieser Termin wegen der immer noch vorhandenen Nachfrage auf den 31. August 2008 verschoben. Seitdem flog die VARIG keine Ziele außerhalb Südamerikas mehr an. Die zwei Langstreckenflugzeuge Boeing 767 wurden von der Muttergesellschaft Gol übernommen, flogen aber zunächst noch in Varig-Bemalung.

### Einstellung der Flüge
Im Juni 2009 wurden alle eigenständigen Flüge eingestellt. Somit hatte Varig ab diesem Zeitpunkt keinen eigenen Flugbetrieb mehr. Die Flugzeuge wurden danach auf Flugstrecken der Gol eingesetzt. Nach über 70 Jahren Erfahrung der ehemaligen Varig in der Luftfahrt betrieb Varig Log noch unabhängige Flugstrecken als Frachtluftfahrtgesellschaft zwischen August 2000 und Februar 2012.

## Flotte

### Flotte bei Betriebseinstellung

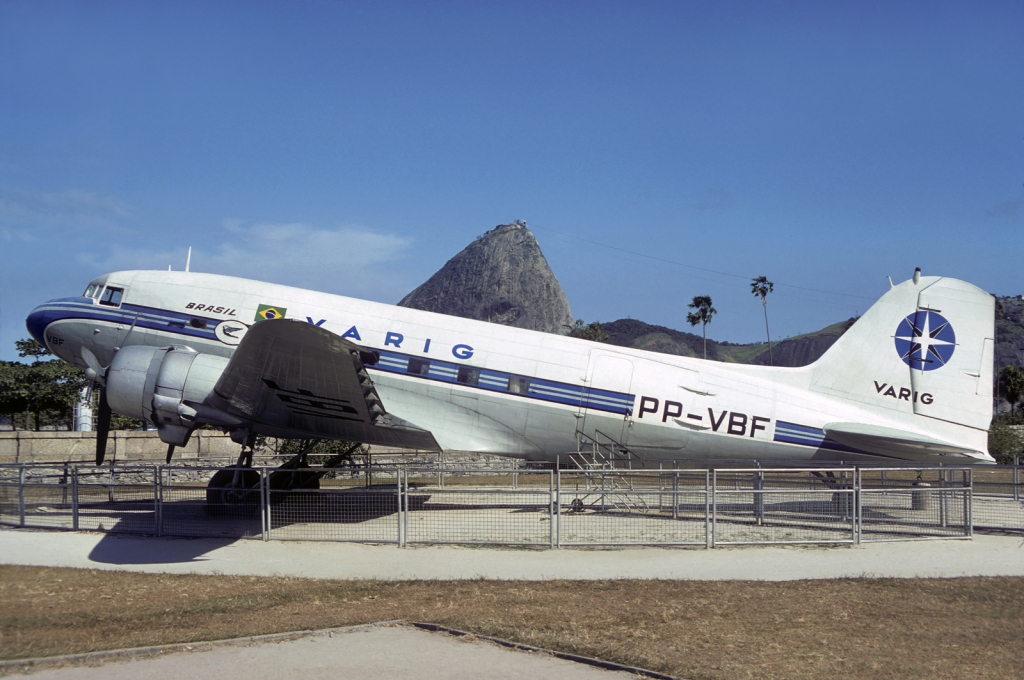
Douglas DC-3

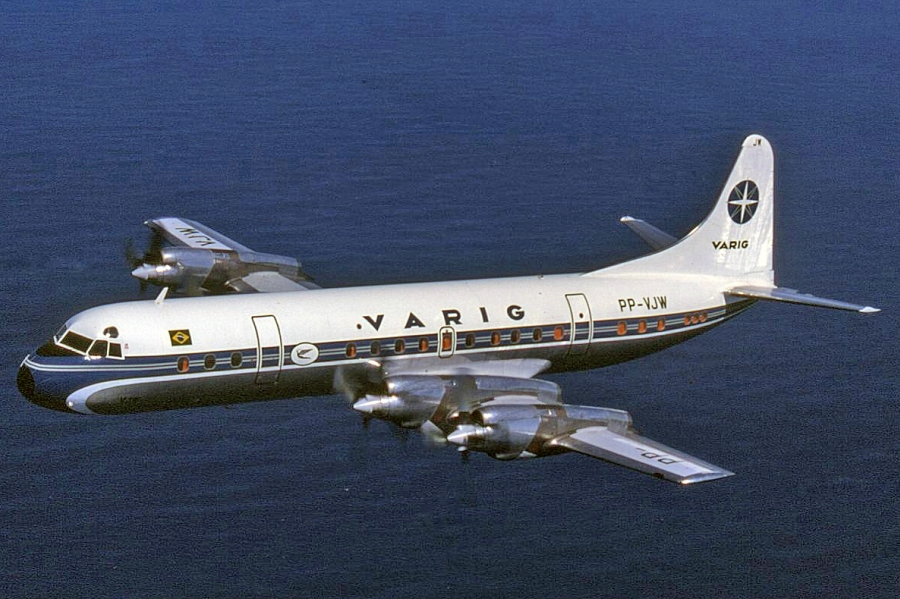
Lockheed L-188A Electra

Im Juni 2010 verfügte die Varig über 26 Flugzeuge, die alle der Flotte der Muttergesellschaft Gol entstammten:
- 12 Boeing 737-700
- 09 Boeing 737-800
- 01 Boeing 767-200ER
- 04 Boeing 767-300ER

### Zuvor eingesetzte Flugzeuge

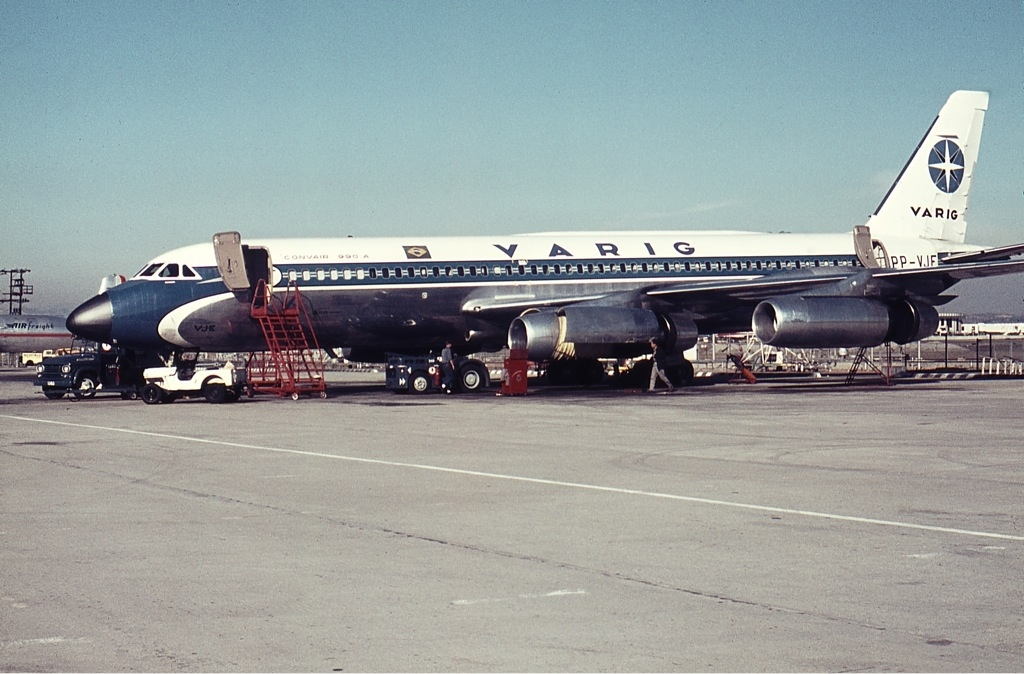
Convair CV-990

Zuvor betrieb VARIG unter anderem auch folgende Flugzeugtypen:
- Airbus A300
- Beechcraft Model 99
- Boeing 707-300, -400
- Boeing 727-100
- Boeing 737-200, -300, -400, -500
- Boeing 747-200, -300, -400
- Boeing 757
- Boeing 777-200
- Convair CV-240
- Convair CV-440
- Convair CV-990
- Curtiss C-46 Commando
- Douglas DC-3/C-47
- Douglas DC-6
- Douglas DC-8
- Fairchild Hiller FH-227
- Hawker Siddeley HS 748
- Junkers Ju 52/3m
- Lockheed Super Constellation
- Lockheed L-188 Electra
- McDonnell Douglas DC-10
- McDonnell Douglas MD-11
- Sud Aviation Caravelle

## Zwischenfälle
Von 1942 bis zur Betriebseinstellung 2009 kam es bei VARIG zu 38 Totalverlusten von Flugzeugen, 20 davon mit 439 Todesopfern. Beispiele:
- Am 2. August 1949 brach in einer Curtiss C-46D-10-CU Commando der VARIG (Luftfahrzeugkennzeichen PP-VBI) während des Fluges in einem Frachtraum ein Feuer aus. Der Rauch im Cockpit wurde so dicht, dass die Piloten durch die geöffneten Fenster hinausschauen mussten, als sie eine Notlandung in hügeligem Gelände nahe Jaquirana (Brasilien) durchführten. Die Maschine war noch 20 Flugminuten vom Ziel, dem Flughafen Porto Alegre, entfernt. Von den 36 Insassen kamen 5 ums Leben, ein Besatzungsmitglied und 4 Passagiere. Das Flugzeug wurde zerstört.[12]

- Am 21. Februar 1952 fiel an einer Curtiss C-46A-5-CU Commando der VARIG (PP-VCB) nach dem Abheben vom Flughafen Rio de Janeiro–Santos Dumont (Brasilien) das Triebwerk Nr. 1 (links) aus. Im Gegensatz zu den notwendigen Verfahren wurde dessen Propeller nicht in die Segelstellung gebracht, was zum Strömungsabriss und zum Aufschlag im Wasser der Guanabara-Bucht führte. Die drei Besatzungsmitglieder, die einzigen Insassen auf dem Flug, überlebten den Unfall.[13]

- Am 4. Juni 1954 stürzte eine Curtiss C-46A-45-CU Commando der VARIG (PP-VBZ) beim Start vom Flughafen São Paulo–Congonhas (Brasilien) ab. Der Grund dafür war, dass die Ruderverriegelung des Höhenruders vor dem Start nicht entfernt worden war. Alle 3 Besatzungsmitglieder, die einzigen Insassen auf dem Frachtflug, wurden getötet.[14]

- Am 7. April 1957 verunglückte eine gerade in Bagé nach Porto Alegre gestartete Curtiss C-46A der VARIG (PP-VCF) aufgrund eines Feuers im Fahrwerkschacht. Dessen Intensität führte zum Abbrechen der linken Tragfläche, woraufhin das Flugzeug auf das Flughafengelände stürzte. Die fünfköpfige Besatzung sowie die 35 Passagiere wurden getötet (siehe auch Flugunfall der VARIG bei Bagé)..[15]

- Am 16. August 1957 wurde eine Lockheed L-1049 Super Constellation der VARIG (PP-VDA) 500 Meter vor der Küste bei Cabarete (Dominikanische Republik) notgewassert. Die Maschine war vom damaligen Flughafen Santo Domingo mit nur drei funktionierenden Triebwerken zu einem Überführungsflug nach Miami gestartet. Nach etwa 30 Minuten geriet Motor Nummer 4 außer Kontrolle, brach ab und setzte auch das benachbarte Triebwerk 3 außer Betrieb. Mit lediglich dem verbliebenen Motor Nummer 1 konnte knapp die Küste erreicht werden. Eines der Besatzungsmitglieder kam ums Leben (siehe auch Flugunfall der VARIG bei Cabarete).[16][17]

- Am 18. Oktober 1957 stürzte eine Douglas DC-3/C-47A-80-DL der VARIG (PP-VCS) kurz nach dem Abheben vom Flughafen Porto Alegre (Brasilien) ab. Die DC-3 driftete während des Starts nach rechts. Als das Abdriften zu groß wurde, versuchte der Kapitän, mit einer zu geringen Geschwindigkeit abzuheben. Das Flugzeug berührte den Boden erneut hinter der Startbahn, prallte jedoch ab und flog weiter. Um einen Aufprall auf einen Hügel zu vermeiden, wurde eine Linkskurve durchgeführt, bei der die linke Tragfläche das Dach eines Hauses traf. Alle 3 Besatzungsmitglieder, die einzigen Insassen auf dem Frachtflug, kamen ums Leben.[18]

- Am 22. September 1958 verunglückte eine Convair CV-240-2 VARIG (PP-VCK) auf einem Trainingsflug am Flughafen Rio de Janeiro-Galeao (Brasilien). Bei einer Reihe von Touch-and-Go-Landungen im Regen waren die Scheibenwischer defekt, daher wurde das kleine Sichtfenster geöffnet. Während eines Anflugs löste es sich aus dem Rahmen und fiel so herunter, dass es die Steuersäule blockierte. Beim Versuch, mit Vollgas zu steigen, stürzte die Maschine ab und ging in Flammen auf. Dennoch überlebten alle drei Besatzungsmitglieder, die einzigen Insassen, den Unfall.[19]

- Am 12. April 1960 verunglückte eine Douglas DC-3/C-53 der Cruzeiro do Sul (PP-CDS), die für VARIG betrieben wurde, beim Start in Pelotas (Brasilien). Das Flugzeug wich nach rechts von der Startbahn ab, es wurde überkorrigiert und sie nahm Kurs auf geparkte Maschinen. Der Kapitän dachte, er könne eine Kollision durch frühes Abheben verhindern, was sich allerdings als Irrtum erwies. Die DC-3 kollidierte mit den geparkten Flugzeugen PT-ABZ und PP-HDJ, stürzte ab und fing Feuer. Von den 22 Insassen kamen 10 ums Leben, 2 der 3 Besatzungsmitglieder und 8 der 19 Passagiere.[20]

- Am 18. Dezember 1960 überrollte eine Curtiss C-46 Super C Commando der VARIG (PP-VCT) bei der Landung auf dem Flughafen São Paulo–Congonhas (Brasilien) das Landebahnende der Bahn 15 und wurde irreparabel beschädigt. Als Ursache wurden ein falsches IFR-Verfahren und die falsche Verwendung der Bremsen festgestellt. Die drei Besatzungsmitglieder, die einzigen Insassen auf dem Frachtflug, überlebten den Unfall.[21]

- Am 27. September 1961 setzte der Pilot einer SE-210 Caravelle III der VARIG (PP-VJD) (der gerade auf den Flugzeugtyp umgeschult wurde) die Maschine sehr hart noch vor der Landebahn am Flughafen Brasília (Brasilien) auf. Auf derselben brach dann das Fahrwerk zusammen. Ein Feuer brach aus, welches das Flugzeug zerstörte. Alle 71 Insassen, neun Besatzungsmitglieder und 62 Passagiere, überlebten den Unfall.[22]

- Am 12. Dezember 1961 wurde mit einer Curtiss C-46A-55-CK Commando der VARIG (PP-VBM) auf einem Trainingsflug vom Flughafen Rio de Janeiro–Santos Dumont (Brasilien) der Ausfall des Triebwerks Nr. 1 (links) simuliert. Der zugehörige Propeller wurde in die Segelstellung gebracht, ging jedoch stattdessen in den Umkehrschub-Modus. Damit konnte das Flugzeug die Küste nicht erreichen und musste 50 Meter vom Strand Praia de Itaipu notgewassert werden. Beide Piloten, die einzigen Insassen, überlebten den Unfall.[23]

- Am 27. November 1962 verunglückte eine Boeing 707-441 (PP-VJB) im Landeanflug auf den Flughafen Lima, als sie in die Seite des Berges La Cruz geflogen wurde. Alle 80 Passagiere und die 17 Besatzungsmitglieder wurden getötet. Es konnte nicht ermittelt werden, warum die Maschine von ihrem Kurs abgekommen war.[24]

- Am 22. Dezember 1962 wurde eine Convair CV-240-2 der VARIG (PP-VCQ) im Anflug auf den Flughafen Brasília (Brasilien) 8,4 Kilometer vor der Landebahn in Bäume geflogen. Durch diesen CFIT (Controlled flight into terrain) kam von den 40 Insassen ein Besatzungsmitglied ums Leben, die anderen vier sowie alle 35 Passagiere überlebten den Unfall.[25]

- Am 21. Juni 1963 wurde eine Curtiss C-46A-55-CK Commando der VARIG (PP-NBP) bei der Landung auf dem Flughafen Brasília (Brasilien) irreparabel beschädigt. Alle Insassen, Besatzungsmitglieder und Passagiere, überlebten den Unfall.[26]

- Am 1. Juli 1963 wurde eine Douglas DC-3/C-47B-20-DK der VARIG (PP-VBV) in höher gelegenes Gelände geflogen, kollidierte mit Bäumen auf einer Anhöhe und stürzte ab. Das Wetter war schlecht mit dichtem Nebel und geschlossener Wolkendecke. Der Unfall geschah im Anflug auf den Flugplatz Passo Fundo (Brasilien). Durch diesen CFIT (Controlled flight into terrain) wurden 15 der 18 Insassen getötet, zwei Besatzungsmitglieder und 13 Passagiere. Unfallursache: „Fehler des Piloten bei dem Versuch, bei ungünstigen Wetterbedingungen während der Dämmerung einen Sichtflug durchzuführen.“[27]

- Am 5. März 1967 verunglückte eine Douglas DC-8-33 (PP-PEA) der VARIG auf dem Flug 837 von Rom nach Monrovia. Der Kapitän hatte versäumt, rechtzeitig vor der Landung den Sinkflug einzuleiten. Als er die Befeuerung des Flughafens von Monrovia erblickte, leitete er bei schlechten Sichtverhältnissen einen zu steilen Sinkflug nach Sichtflugregeln ein. Die DC-8 schlug 1,8 Kilometer vor der Landebahn auf (Controlled flight into terrain). Dabei starben der Flugingenieur, 50 Passagiere und fünf Personen am Boden. Von den restlichen Insassen überlebten 21 Passagiere und 18 Besatzungsmitglieder den Unfall. Im Untersuchungsbericht wurde kritisiert, dass die 18 überlebenden Besatzungsmitglieder sich nicht sonderlich bemühten, bei der Evakuierung der verbliebenen Passagiere im Flugzeug mitzuwirken (siehe auch VARIG-Flug 837).[28][29]

- Am 15. Juli 1968 verunglückte eine Curtiss C-46 Super C Commando der VARIG (PP-VBJ) in den Bergen Serra dos Coelhos nahe Gravatá (Brasilien), noch 72 Kilometer westlich vom Ziel, dem Flughafen Recife entfernt. Alle 3 Besatzungsmitglieder, die einzigen Insassen auf dem Frachtflug, kamen ums Leben.[30]

- Am 14. Dezember 1969 wurde eine Hawker Siddeley HS 748-235 12A der VARIG (PP-VDQ) im Anflug auf den Flughafen von Uberlândia (Brasilien) zu hoch angeflogen. Die Piloten starteten durch. Das Flugzeug stieg auf 150 Meter, ging jedoch plötzlich in den Sinkflug und eine Rechtskurve über. Etwa 1400 Meter hinter dem Landebahnende schlug die Maschine auf dem Boden auf. Alle neun Insassen, fünf Besatzungsmitglieder und vier Passagiere, überlebten den Unfall.[31]

- Am 4. Februar 1972 wurde mit einer Hawker Siddeley HS 748-235 2A der VARIG (PP-VDU) auf dem Flughafen Porto Alegre (Brasilien) bei einem Trainingsflug ein Start mit einem simulierten Ausfall des Triebwerks Nr. 2 (rechts) durchgeführt. Es kam zu einem Strömungsabriss; die Maschine schlug mit eingefahrenem Fahrwerk wieder auf. Ursache war, dass der Ausbildungskapitän versuchte, das Flugzeug unterhalb der Mindestgeschwindigkeit für Einmotorenflug vom Boden abzuheben. Alle Besatzungsmitglieder, die einzigen Insassen, überlebten den Totalschaden.[32]

- Am 9. Juni 1973 befand sich eine Boeing 707-327C (PP-VLJ) Frachtmaschine der VARIG im Flug von São Paulo zum Flughafen Rio de Janeiro-Galeão, als einer der beiden Piloten kurz vor der Landung versehentlich die Störklappen aktivierte. Die Maschine ging daraufhin aus einer Höhe von 70 Metern in einen steilen Sinkflug über, streifte die Anflugbefeuerung und schlug hart auf dem Boden auf, wobei zwei der vier Besatzungsmitglieder an Bord ums Leben kamen (siehe auch Flugunfall einer Boeing 707 der VARIG bei Rio de Janeiro 1973).[33]

- Am 11. Juli 1973 brach an Bord einer Boeing 707-345C (PP-VJZ) der VARIG ein Feuer aus. Die Maschine befand sich auf dem Flug von Rio de Janeiro zum Flughafen Paris-Orly. Den Piloten gelang eine Notlandung etwa 5 Kilometer vor dem Flughafen. Zehn Besatzungsmitglieder verließen das Flugzeug, während 7 weitere und 116 von 117 Passagieren starben. Mit einer Ausnahme starben die 123 Opfer durch das Einatmen der Brandgase (Rauchvergiftung) (siehe auch Hauptartikel VARIG-Flug 820).[34]

- Am 17. Juni 1975 landeten die Piloten einer Hawker Siddeley HS 748-235 2A der VARIG (PP-VDN) auf dem Flughafen Pedro Afonso (Brasilien) mit weit überhöhter Geschwindigkeit und setzten das Flugzeug erst auf den letzten 300 Metern der Landebahn auf. Das Flugzeug raste über eine Straße und krachte in ein Haus. Von den 15 Insassen wurden ein Besatzungsmitglied sowie weitere 3 Menschen am Boden getötet.[35]

- Am 30. Januar 1979 verschwand eine Frachtmaschine des Typs Boeing 707-323C der VARIG (PP-VLU) aus unbekanntem Grund spurlos über dem Pazifik, nachdem sie den Radarbereich der Flugsicherung ca. 200 Kilometer vor der japanischen Küste verlassen hatte. Der Verbleib des Flugzeugs konnte nicht aufgeklärt werden. Auch die sechsköpfige Besatzung wird seither vermisst (siehe auch VARIG-Flug 967).[36]

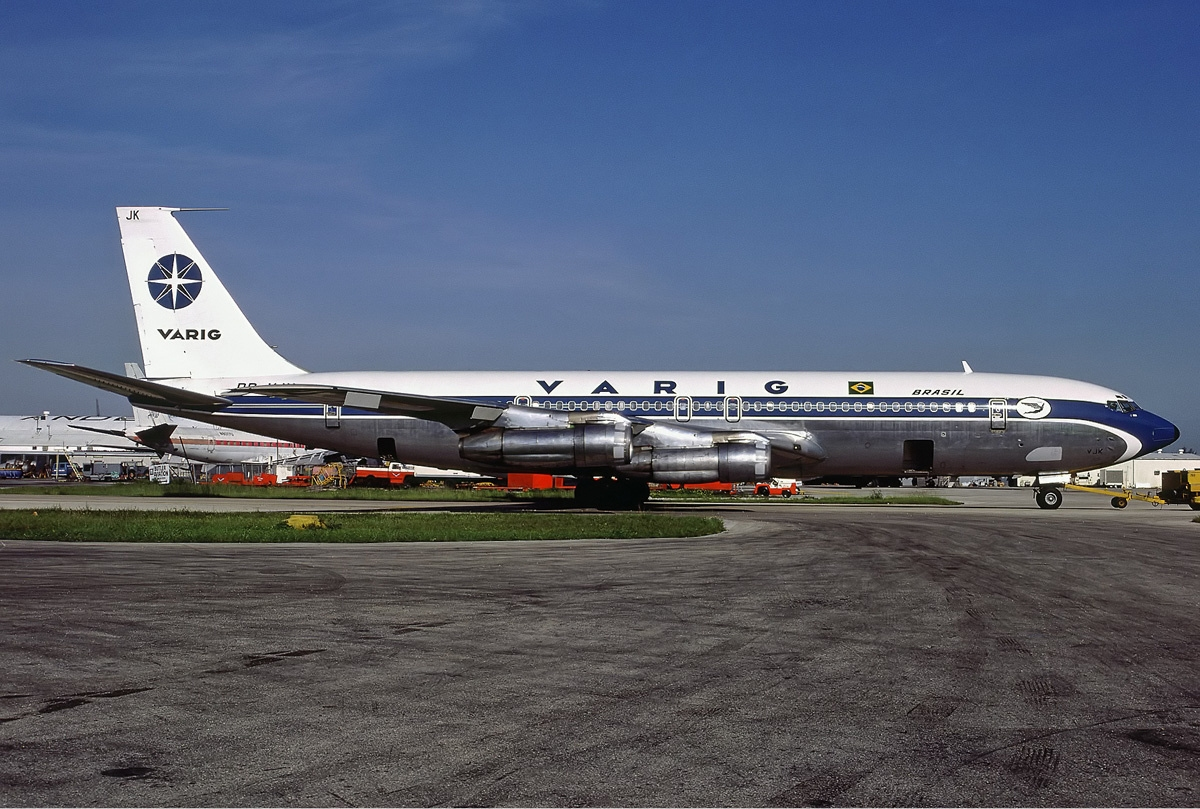
Die 1987 bei Abidjan abgestürzte Boeing 707
PP-VJK, Miami 1984

- Am 3. Januar 1987 kehrte die Flugbesatzung einer Boeing 707-379C (PP-VJK) der VARIG auf dem Weg nach Rio de Janeiro zwanzig Minuten nach dem Start vom Flughafen Abidjan aufgrund einer Feuerwarnung an einem Triebwerk zurück und stellte das Triebwerk ab.

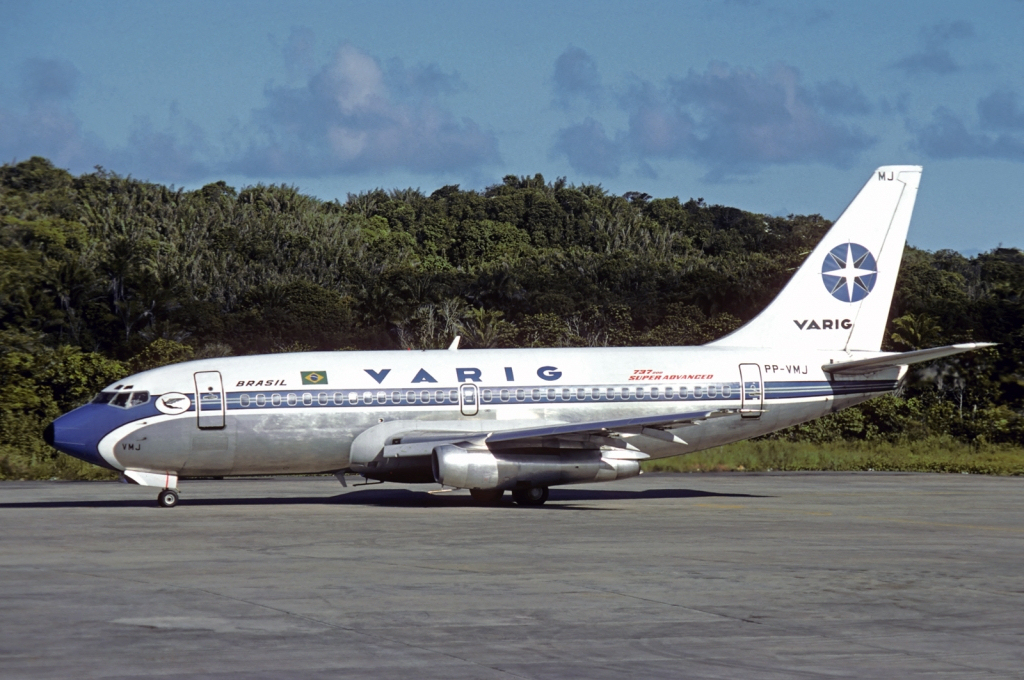
Eine mit der 1989 am Amazonas bruchgelandeten Maschine baugleiche Boeing 737-200, Salvador 1977

Im Anflug auf den Flughafen kam es in der mondlosen Nacht zu räumlicher Desorientierung, Strömungsabriss und Kontrollverlust. Das Flugzeug stürzte 18 Kilometer nordöstlich des Platzes ab und ging in Flammen auf. Von den 12 Besatzungsmitgliedern und 39 Passagieren überlebte nur ein Passagier (siehe auch VARIG-Flug 797).
- Am 3. September 1989 kam es mit einer Boeing 737-241 der VARIG (PP-VMK) zu einer Bruchlandung im zentralen Amazonas-Regenwald, nachdem die Piloten den Flughafen Belém nicht finden konnten und der Maschine der Treibstoff ausgegangen war. Die Maschine wurde erst 2 Tage später gefunden, rund 1100 Kilometer von ihrem eigentlichen Flugziel entfernt. Ursächlich war, dass die Piloten nach dem Start aufgrund einer missverständlich dargestellten Kursangabe auf dem Flugplan einen falschen Kurs (270° statt 027°) in den Autopiloten eingaben – ein Fehler, den sie in der Finsternis bis zum Ausgehen des Treibstoffs nicht bemerkten. Von den 54 Insassen kamen 13 ums Leben (siehe auch VARIG-Flug 254).[38]

- Am 14. Februar 1997 knickte das rechte Hauptfahrwerk einer Boeing 737-2C3 der VARIG (PP-CJO) während der Landung auf dem Flughafen Carajás nach hinten um. Die Maschine kam nach rechts von der Rollbahn ab und rutschte in den Wald. Unter den 52 Personen an Bord war der Erste Offizier das einzige Todesopfer (siehe auch VARIG-Flug 265).[39]